# Gata-Hurdes

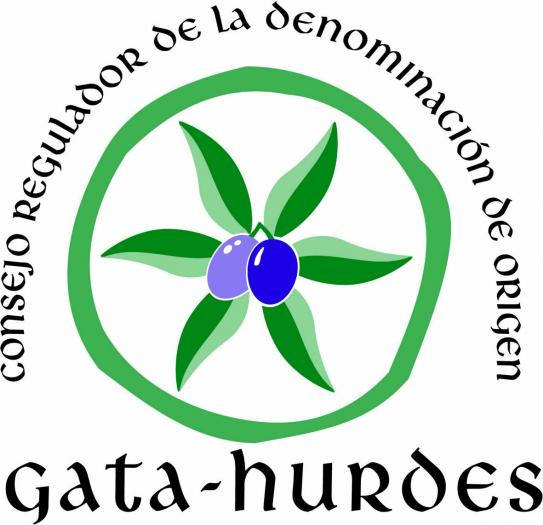
Logo des Regulierungsrats der geschützten Ursprungsbezeichnung

Lage von Gata Hurdes (Nr. 16) in Spanien

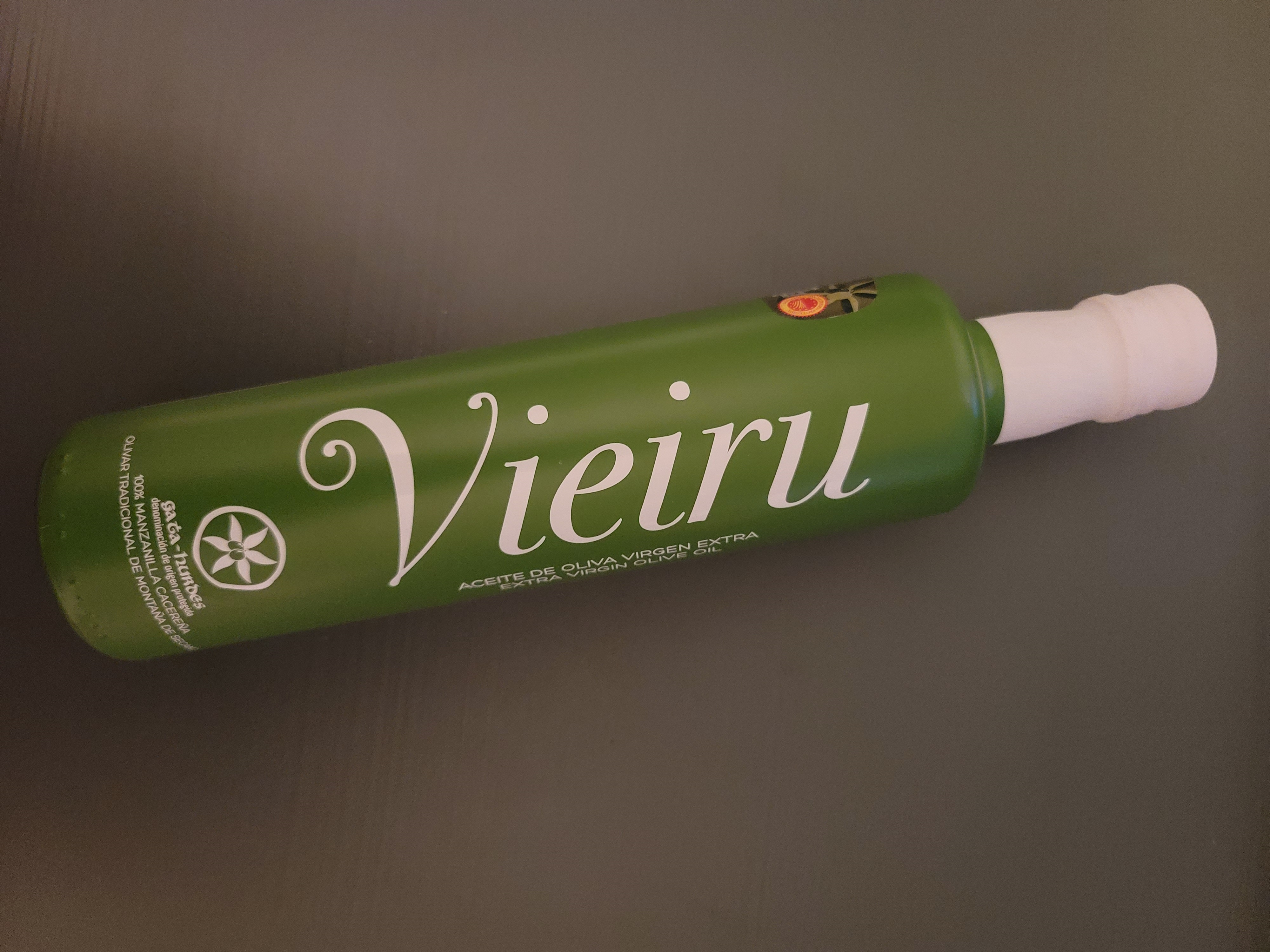
Flasche der Marke Vieiru

Gata-Hurdes (extremadurisch inoffiziell Gata-Hurdis) ist eine geschützte Ursprungsbezeichnung (kurz g.U.; spanisch Denominación de Origen Protegida, kurz D.O.P.) für natives Olivenöl Extra aus der in der Region autochthonen Sorte Manzanilla Cacereña des Olivenbaums (Olea europaea). Als Herkunftsbezeichnung auf Ebene der EU ist sie seit 2000 registriert.

## Lage
Das Produktionsgebiet umfasst ein 449.430 ha großes Gebiet im nördlichen Drittel der Provinz Cáceres in der Extremadura, darin enthalten und namensgebend sind die Landschaften Sierra de Gata (extremadurisch Sierra e Gata) und Las Hurdes (extremadurisch Las Hurdis). 30.329 ha beziehungsweise 6,7 % des Gebiets war 2007 mit der zugelassenen Olivensorte bepflanzt und somit zur Produktion von Olivenöl mit der geschützten Ursprungsbezeichnung Gata-Hurdes zugelassen.
Die Olivenhaine liegen meistens zwischen 400 und 800 m ü. M., wobei das Klima mit 600 bis 1300 mm Jahresniederschlag für die iberische Halbinsel eher feucht ist.

## Geschichte
Mindestens seit dem 2. Jahrhundert n. Chr. wird nach Aufzeichnungen von Appian im Gebiet des Tajo Olivenanbau betrieben, wobei auch ein Anbau bereits zu Zeiten des Römischen Reiches aufgrund von archäologischen Funden nahe liegt. Während die Rolle der Juden bei der Kultivierung der autochthonen Olivensorte Manzanilla Cacereña bis zu ihrer Vertreibung aus Spanien 1492 nur gemutmaßt werden kann, zeugen Jahrhunderte alte Olivenbäume der Sorte davon, dass ihr der Name spätestens im 16. Jahrhundert vergeben werden musste.